# Kimba Council
Koordinaten: 33° 8′ S, 136° 25′ O

Der District Council of Kimba ist ein lokales Verwaltungsgebiet (LGA) im australischen Bundesstaat South Australia. Das Gebiet ist 3.986 km² groß und hat etwa 1100 Einwohner (2016).
Kimba liegt im Norden der Eyre-Halbinsel etwa 290 Kilometer Luftlinie nordwestlich der Metropole Adelaide. Das Gebiet beinhaltet 16 Ortsteile und Ortschaften: Barna, Buckleboo, Caralue, Cootra, Coorobinnie, Cortlinye, Cunyarie, Kelly, Kimba, Moseley, Panitya, Peela, Pinkawillinie, Solomon, Wilcherry und Yalanda. Der Verwaltungssitz des Councils befindet sich in der Ortschaft Kimba in der Osthälfte der LGA, wo etwa 600 Einwohner leben (2016).

## Verwaltung
Der Council von Kimba hat sieben Mitglieder, die sechs Councillor und der Vorsitzende und Mayor (Bürgermeister) des Councils werden von den Bewohnern der LGA gewählt. Kimba ist nicht in Bezirke untergliedert.